# Nina Bondeson

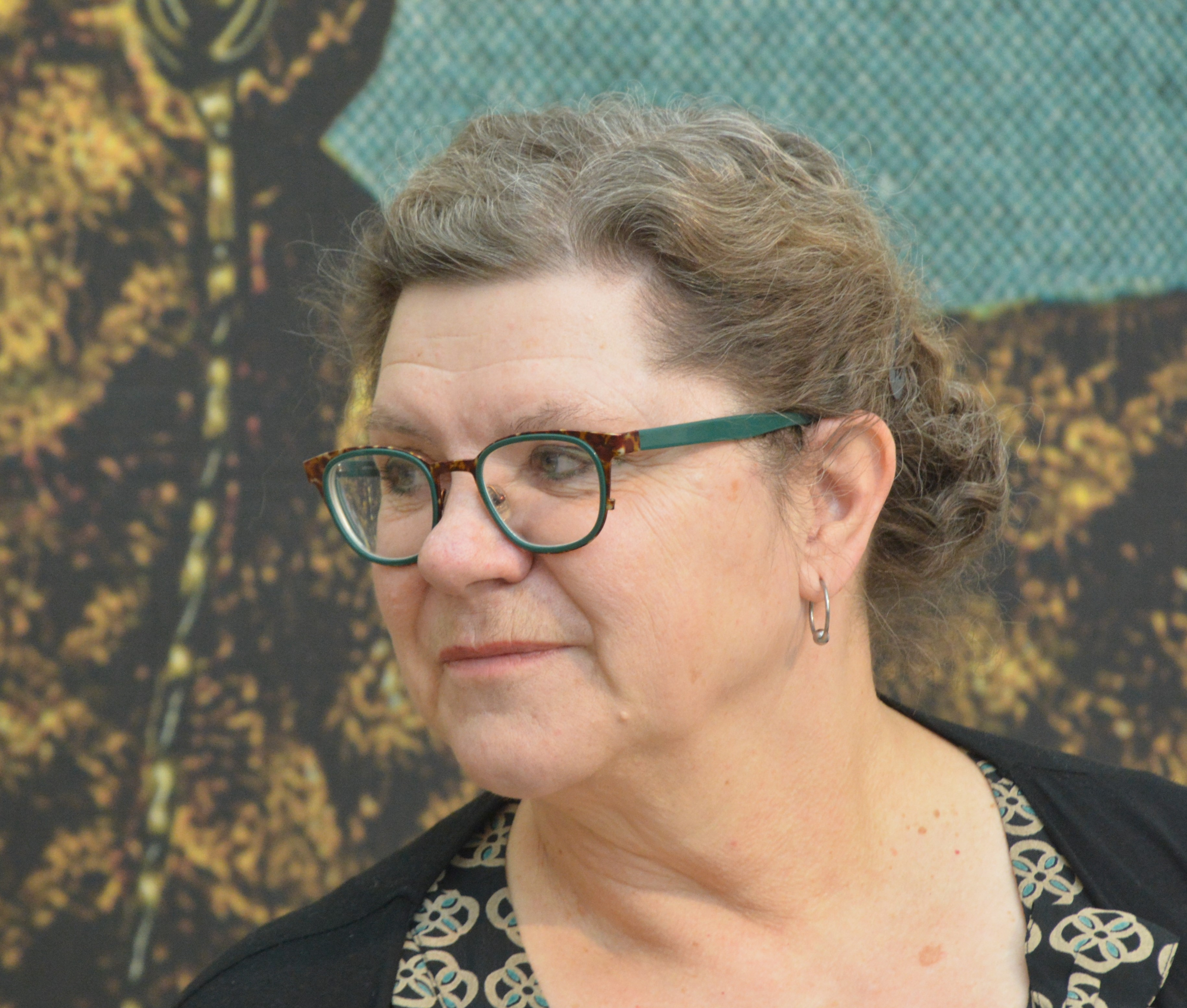
Nina Bondeson på vernissage 2016.

Nina Elsa Marianne Kristina Bondeson, född Hellström 15 mars 1953 i Stockholm, är en svensk konstnär. 
Nina Bondeson är brorsdotter till keramikern Thomas Hellström. Hon utbildade sig 1975–1976 på ABF:s konstskola i Umeå och Konstskolan Brage i Umeå, studerade konstvetenskap 1977–1979 på Umeå universitet samt gick 1983–1988 på Kungliga Konsthögskolan. Hon har också studerat Fri konst och nya media på Göteborgs universitet. 
Hon debuterade 1989 på Galleri Dr. Glas i Stockholm. Hon har utfört ett tiotal offentliga uppdrag, bland andra verk på Södertörns högskola. Från 2005 var hon under några år adjungerad professor i textilkonst vid Högskolan för design och konsthantverk i Göteborg. Bondeson finns representerad vid bland annat Göteborgs konstmuseum och Västerås konstmuseum.
Hon är gift med grafikern Jim Berggren.